# Ruth Zechlin (Autorin)
Ruth Zechlin (* 28. Mai 1899 in Torgau; † 11. Juni 1966 in Wiesbaden) war eine deutsche Sachbuchautorin und Professorin für Werkpädagogik.

## Leben
Ruths Vater Lothar Zechlin (1860–1935) war Konsistorialrat und Superintendent, ihr Großvater war der altmärkische Heimatforscher Theodor Zechlin. Sie hatte fünf Geschwister, darunter den Historiker Egmont Zechlin.
Ruth Zechlin war nach dem Abschluss ihrer Ausbildung als Kindergärtnerin und Handarbeitslehrerin im Jahr 1921 kurzzeitig Wanderlehrerin für die evangelische Frauenhilfe und anschließend Werklehrerin in Finnland, am Pestalozzi-Fröbel-Haus Berlin, an der Odenwaldschule und dem Nordsee-Pädagogium in Wyk auf Föhr. Von 1935 bis 1945 war sie Dozentin für Werkerziehung an dem Berliner Seminar für Sozialarbeiter (vorher: Seminar für Jugendwohlfahrt, 1923 an der Hochschule für Politik gegründet) und den Hochschulen für Lehrerbildung in Schneidemühl (Frankfurt [Oder]) und in Pogegen bei Tilsit. Nach dem Zweiten Weltkrieg war sie von 1951 bis zu ihrer Pensionierung 1964 zunächst Dozentin und seit 1962 Professorin an dem Pädagogischen Institut in Weilburg (Lahn), das 1963 in die Justus-Liebig-Universität Gießen integriert wurde.
Während einer schweren Erkrankung, wegen der sie ihre Berufstätigkeit von 1927 bis 1929 unterbrechen musste, begann sie ihre schriftstellerische Tätigkeit. Besonders bekannt wurde sie durch ihren Bestseller Werkbuch für Mädchen (1932), der 1967 in der 30. Auflage (428.–461. Tausend) erschien und auch nach ihrem Tode in einer Bearbeitung durch andere Autoren noch bis zur 42. Auflage fortgeführt wurde. Übersetzungen des Buches sind in Finnisch, Niederländisch, Schwedisch, Dänisch, Französisch, Englisch, Italienisch und Spanisch erschienen.
Am 14. August 1964 wurde sie auf Vorschlag des hessischen Ministerpräsidenten mit dem Verdienstkreuz 1. Klasse des Verdienstordens der Bundesrepublik Deutschland ausgezeichnet.

## Werke
- Werkbuch für Mädchen. Otto Maier Verlag, Ravensburg, in verschiedenen Ausgaben.
- Fröhliche Kinderstube. Otto Maier Verlag, Ravensburg.
- Weihnachtliches. Otto Maier Verlag, Ravensburg.
- Das Flechtbuch. Otto Maier Verlag, Ravensburg.
- Handarbeitsfibel. Otto Maier Verlag, Ravensburg.
- Ständige Mitarbeit an den Blättern des Pestalozzi-Fröbel-Verbandes.